# Potamon (ptolemäischer Beamter)
Potamon (altgriechisch Ποταμῶν; 2. bis 1. Jahrhundert v. Chr.), Sohn des Aigyptos, war ein Beamter der hellenistischen Ptolemäerdynastie von Ägypten auf Zypern.
Vom Bund (koinon) der zypriotischen Städte wurde Potamon zwischen den Jahren 105 und 95 v. Chr. als „verdienstvoller Bürger“ der Stadt Paphos durch die Aufstellung einer Statue geehrt. Zwischen den Jahren 95 und 88 v. Chr. wurde ihm eine zweite Statue aufgestellt, in deren Weihinschrift er mit den Ämtern eines antistrategos von Zypern, Verwalter der Kupferminen und Vorsteher der Schule (gymnasiarchos) seiner Heimatstadt aufgeführt wird. Der Titel des antistrategos weist ihn als Stellvertreter des Statthalters (strategos) der Ptolemäer auf Zypern aus, wobei unklar ist, wer zu seinen Lebzeiten die Statthalterschaft innehatte. Die Herrschaft über die Insel war in jener Zeit zwischen den Brüdern Ptolemaios IX. und Ptolemaios X. umkämpft.